# Saco de areia

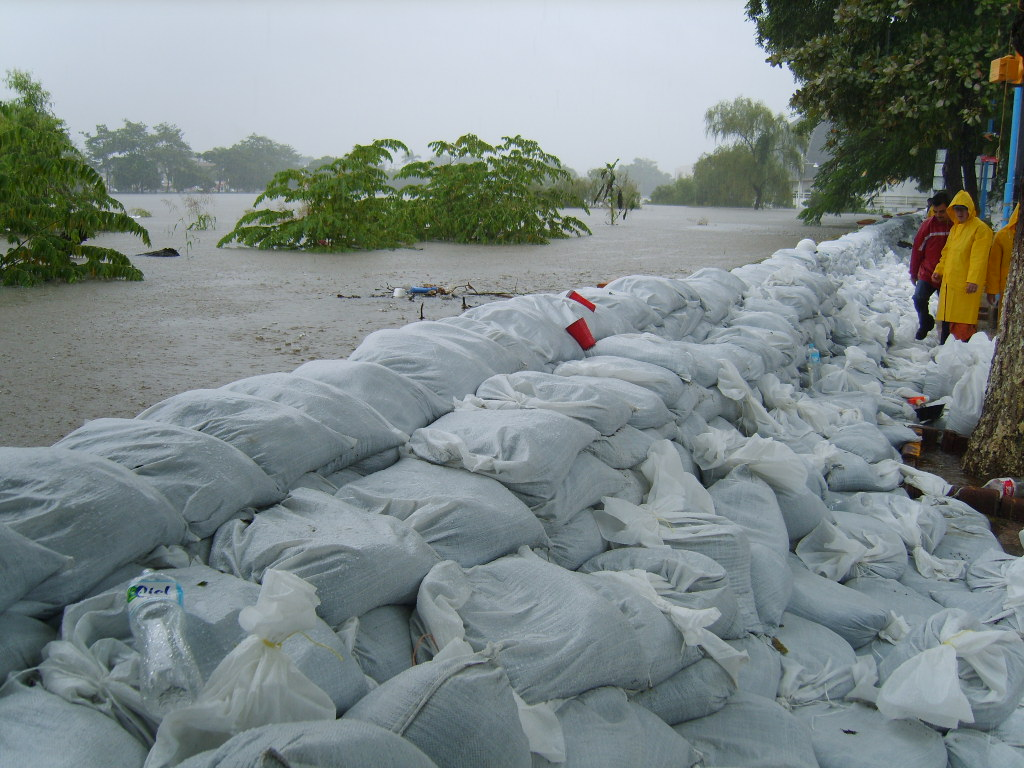
Barreira de sacos de areia para contenção de uma inundação no México.

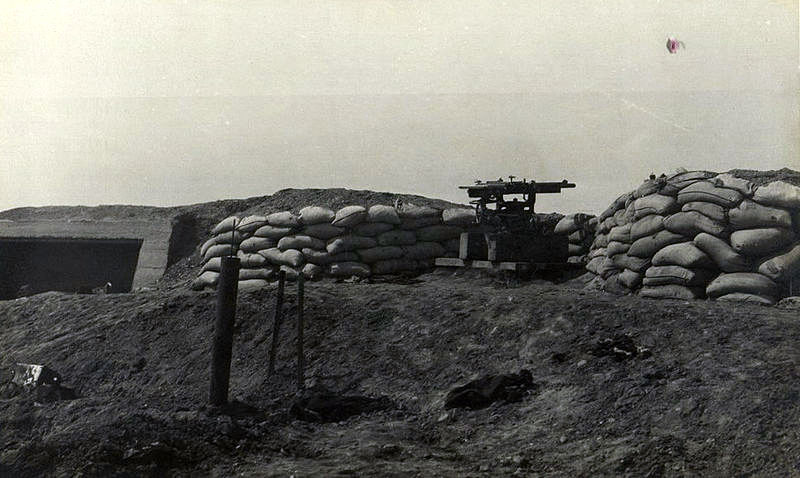
Posições de Bulgaria, Primeira Guerra Balcânica.

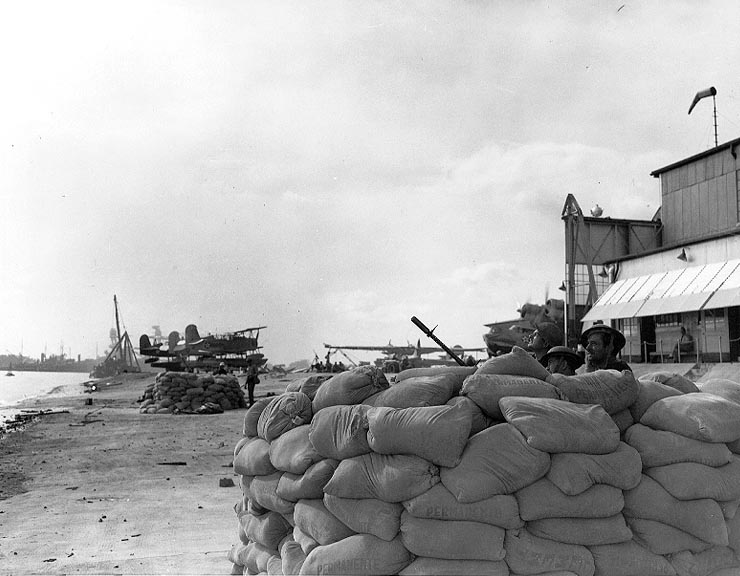
Posições de metralhadoras norte-americanas feitas de saco de areia, durante a Segunda Guerra Mundial.

Um saco de areia é um saco feito de serrapilheira, polipropileno ou de outros materiais que é enchido com areia ou terra e usado para fins como o de controlo de cheias, o de fortificação militar de campanha e o de balastro.
O saco de areia é uma estrutura que alia a economia - resultante de ser feito com materiais baratos - com o da flexibilidade e rapidez de montagem - que é facilmente transportada vazia para o local e enchida com a areia ou a terra lá existentes. Depois de cessar a sua necessidade, os sacos de areia poderão ser esvaziados e armazenados para uma reutilização futura.
Sabe-se que os sacos de areia têm sido utilizados, pelo menos, desde o século XVIII. Normalmente são enchidos manualmente com o uso de pás. No entanto, desde a década de 1990 têm sido usadas máquinas de enchimento, que tornam a tarefa mais rápida e eficiente.

## Utilização em inundações
Os sacos de areia podem ser usados durante emergências resultantes de cheias provocadas pelo transbordo de rios ou a danificação de diques. Podem também ser usados em situações de não-emergências ou de pós-emergências, como fundações para novos diques ou para outras estruturas de retenção de águas.
Contudo, os sacos de areia não constituem sempre uma medida eficaz contra inundações, uma vez que a água poderá, eventualmente, penetrar nos sacos e os materiais mais finos como a argila poderão verter-se através da sua costura.

## Utilização em fortificações
Os militares utilizam sacos de areia para construirem fortificações de campanha ou como uma proteção temporária de estruturas civis. Como a sarapilheira e a areia são materiais baratos, os sacos de areia permitem a ereção de grandes barreiras de proteção de uma forma económica. A fricção criada pelo movimento de grãos de areia ou de terra, bem como as minúsculas bolsas de ar dos sacos de areia, tornam-nos num dissipador eficiente de estilhaços de explosões. As dimensões e o peso dos sacos de areia são cuidadosamente calculados de modo a que os mesmos possam ser colocados como tijolos e não sejam demasiado pesados para serem levantados e movidos.
Os sacos de areia tanto podem ser colocados como revestimento de estruturas defensivas escavadas no solo, como podem constituir, eles próprios, muros acima do solo, em locais onde não é possível a realização de escavações. Como a sarapilheira se deteora rapidamente, as estruturas de sacos de areia que se destinam a permanecer eretas durante muito tempo podem ser cobertas com cimento para reduzir o desgaste e possíveis roturas.
Ocasionalmente o sacos de areia têm tido outros usos militares, como o da colocação sobre veículos de combate como reforço da sua blindagem.
Os sacos de areia feitos de algodão duram consideravelmente mais que os de serrapilheira e são preferíveis para utilizações longas. No entanto, a grande maioria dos sacos de areia utilizados atualmente para fins militares e outros são feitos de polipropileno.

## Outras utilizações
Os sacos de areia são também utilizados como balastro descartável em balões a gás e como contrapeso em cenários de teatro. Também são usados no exercício físico para treinar o levantamento de pesos.